# Тау Великого Пса
Тау Великого Пса (τ CMa, 30 CMa) — кратна зоряна система в сузір'ї Великого Пса. Вона розташована на відстані близько 5000 світлових років і є найяскравішим членом розсіяного зоряного скупчення NGC 2362.

## Система
Тау Великого Пса лежить у центрі дуже молодого розсіяного скупчення NGC 2362, яке містить кілька сотень зір. Вона найяскравішим його членом і нещодавно залишила головну послідовність. Джон Гершель заніс до каталогу кілька зір (як її супутників): компонент В, зорю 10-ї зоряної величини на відстані 8,6 кутової секунди; компонент С, зорю 14-ї величини на відстані 14,2 кутової секунди та компонент D, зорю 8-ї величини на відстані 85 кутових секунд. Усі ці зорі вважається зорями головної послідовності та членами від NGC 2362. За припущенням, що вони гравітаційно пов'язані, для пари зір АВ передбачено орбітальний період 90 000 років.
Своєю чергою, 1951 року з'ясувалося, що компонент А сам є подвійною зорею, компоненти якої розділені всього 0,15", з розрахунковим орбітальним періодом 250 років. «Вашингтонський каталог подвійних зір» позначає їх як компонент Aa зоряної величини 4,89 та компонент Ab зоряної величини 5,33, а от «Каталог компонентів подвійних і кратних зір» (Catalog of Components of Double and Multiple Stars, CCDM) позначає компоненти як А і Р. У 2010 році був відкритий компонент Е 10-ї зоряної величини, розташований менше, ніж за 1" від основного компонента A.
Основний компонент A є спектроскопічною подвійною зорею з періодом 154,918 дня. Змінність радіальної швидкості була відкрита 1906 року, а перша орбіта опублікована 1928 року. Більш недавно, супутникові дані Гіппаркоса показали наявність у системі подвійно-затемнюваної зорі з періодом 1,282 дня з двома рівними мінімумами, де яскравість опускається на 0,5 величини. Короткоперіодична затемнювана пара є тьмянішим компонентом довгоперіодичної спектроскопічної подвійної зорі, що утворює незвичайну потрійну зорю, де найбільш масивний компонент обертаються навколо пари зір меншої маси. Ці три зорі називаються Aa, Ab1 та Ab2, щоб не плутати з тьмянішою зорею на відстані 0,15 кутової секунди.
Ще одна зоря 4-ї зоряної величини, UW Великого Пса, розташована на відстані менше, ніж за 0,5 градуса, і також є затемнювано-подвійною системою, яку пов'язують з NGC 2362. Вона була зареєстрована як τ2 Великого Пса, але тепер це позначення рідко вживають.

## Характеристики
τ Великого Пса виглядає як супергігант спектрального класу О на відстані 5000 світлових років у розсіяному скупченні NGC 2362, але складається з декількох зір. Властивості менших компонентів зоряної системи τ Великого Пса. Компоненту D надали спектральний тип B2V, але це непевно. Відносна яскравість трьох спектральних компонентів була розрахована на основі затемнень і орбітального руху. Спектр, маса і світність домінується компонентом Аа, який зараз вважається яскравим гігантом класу O9, масою близько 50 м☉, температурою 32 000 K та світністю 280 000 Л☉. Два компоненти затемнювано-подвійної системи є практично ідентичними зорями головної послідовності класу B з масами близько 18 м☉.
Астрономи-аматори іноді називають цю зорю «Мексиканською зорею-стрибунцем», тому що внаслідок значного контрасту яскравості (у порівнянні з іншими зорями скупчення) може здаватись, що вона «стрибає»